# 猿飛天魔峡
『猿飛天魔峡』（さるとびてんまきょう）は1937年に日本で制作されたサイレント映画。全勝キネマ製作。

## スタッフ
- 監督 : 大江秀夫
- 原作 : 南郷亘
- 撮影 : 荒木慶子

## キャスト
- 市川松之助
- 宮川敏子
- 美島麗子
- 水木令子
- 実川童